# .38 Long Colt
.38 Long Colt (9x26R) — патрон, разработанный фирмой Colt и впервые представленный в 1875 году.

## Описание
Гильза патрона из латуни, цилиндрической формы, с выступающим фланцем, капсюль центрального боя. Пуля свинцовая, безоболочечная, головная часть закругленной формы. Заряд черного пороха FL массой 1,2 г, начальная скорость до 235 м/с, а энергия 268 Дж.
Позднее был заменен на .38 Special, а потом .45 ACP, так как не обладал достаточным убойным и останавливающим действием против живой силы.